# Råholt
Råholt är en tätort i Norge, huvudsakligen belägen i Eidsvolls kommun, men med en liten del (458 invånare) i  grannkommunen Ullensaker. Orten har totalt  14 830 invånare. Råholt är den största av Norges tätorter som inte är centralort i  sin kommun 